# فتح علبة

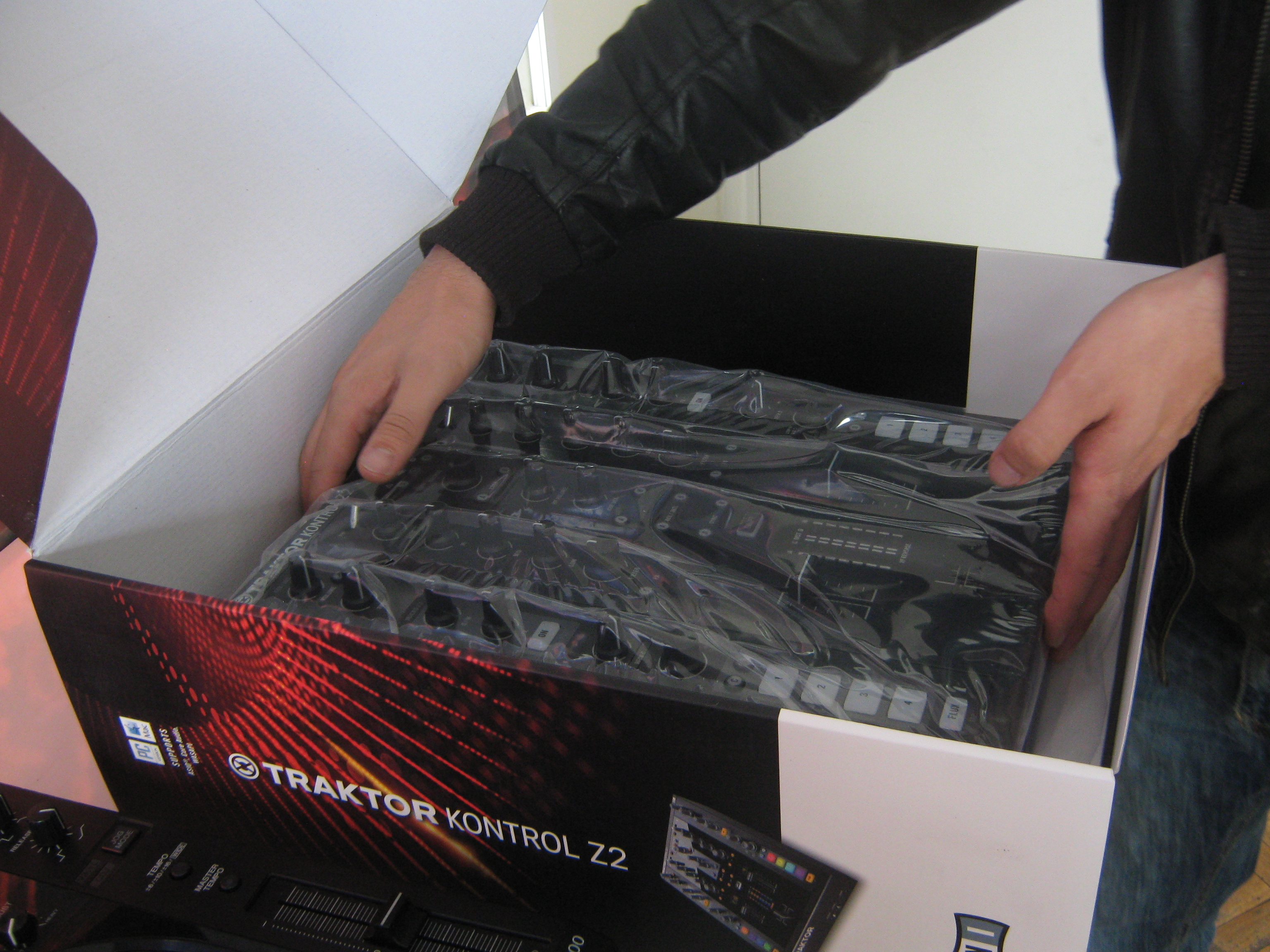
إخراج جهاز دي جي من علبته.

الإخراج من العلبة أو فتح العلبة أو الآنباكسِنگ (بالإنجليزية: Unboxing)‏ هو تفريغ لمنتجات غالباً ذات تقنية عالية، حيث تُسجَّل بالفيديو وتُرفع على الإنترنت. وقد يتضمن الفيديو شرحاً وتفاصيلاً للمنتج أثناء إخراجه من العلبة.
ضمَّنت ياهو تِك أول فيديو إخراج من العلبة لجوال نوكيا E61 عام 2006م. وطبقاً لمؤشرات جوجل فإن مصطلح الإخراج من العلبة بدأ بالانتشار في آخر فصل من سنة 2006م.